# Колін Натлі
Колін Натлі (англ. Colin Nutley; нар.. 28 лютого 1944 року, Ґоспорт) — англійський кінорежисер, який отримав найбільшу популярність у шведській кіноіндустрії.

## Біографія
Колін Натлі закінчив Портсмутський коледж мистецтв і почав кар'єру на британському телебаченні як графічний дизайнер. Потім він зайнявся виробництвом драм і документальних фільмів для ITV, BBC і Channel 4. Він став режисером перших двох епізодів Press Gang, але йому не сподобався фінальний монтаж, так що він попросив, щоб його ім'я з титрів прибрали.
Робота Колін Натлі у Швеції почалася зі створення Annika, телесеріалу про шведську дівчинку, яка провела три тижні на Острові Віт в Англії, вивчаючи англійську. Потім була робота над документальним фільмом Where Roses Never Die, фільм про життя в невеликому шведському селі, який пізніше став натхненням для фільму House of Angels.
Його перша робота The Ninth Company — чорна комедія, історія про групу молодих conscripts, які намагаються to make a smart economic killing. BlackJack — про любов і зраду в маленькому місті, на тлі танцювальної музики.
House of Angels вийшов в прокат у 1992 році і досі є одним з найбільш популярних шведських фільмів усіх часів. Фільм був нагороджений двома нагородами Guldbagge як «Найкращий фільм» і «Найкраща режисура».
The Last Dance — чорна комедія про roller-coaster дружбу між двома парочками з великого міста. Картина отримала нагороди «Найкраща акторка» і «Найкраща операторська робота» в 1993 році на нагородження Swedish Film Awards.
Прем'єрний показ фільму House of Angels — the Second Summer відбувся у Святвечір 1994 року і зібрав у прокаті чималу суму. Such is Life — комедійна драма про кохання, невгамовних обіцянках і реалізації мрій, що вийшла в Швеції у жовтні 1996 року. Фільм став знаменитий ще й тому, що в ньому звучить багато пісень популярної шведської групи Roxette у виконанні Марі Фредрікссон.
Under the Sun, історія про довіру, дружбу, і любов, що відбувається в середині 1950-х року, вийшла на Різдво 1998 року і Gossip, в якому знімалися десять найпопулярніших шведських актрис вийшов в 2000 році наприкінці грудня. Deadline (2001) і Paradise (2003) зняті з бестселлерам Liza Marklund. «The Queen of Sheba's pearls» (2004) — англомовний фільм про післявоєнну Англію 1950-х. «Heartbreak Hotel» вийшов у 2006 році і остання робота режисера, картина «Angel» в 2008 році.

Обожка VHS фільму «Such is Life». Зображена актриса Гелена Бергстрем, дружина режисера

Фільми House of Angels, The Last Dance і Under the Sun були номіновані Шведським Інститутом Фільмографії для подання Швеції в категорії «Кращий фільм іноземною мовою» на церемонії Оскара (1993, 1994 і 1999). Картина Under the Sun була номінована на приз Академії за найкращий фільм іноземною мовою і також отримала спеціальний приз журі на кінофестивалі в Сан-Себастьяні.
Одружений з акторкою Геленою Бергстрем, яка грала головні ролі у багатьох його фільмах. Три дитини — Daniel, Molly і Tim. Проживає в Lidingö, в лені Стокгольм з 1998 року.

## Роботи на шведському телебаченні
- 1983 — «Annika» — телесеріал
- 1984 — «Where Roses Never Die» (швед. Där Rosor Aldrig Dör, рос. Де троянди ніколи не вмирають) — документальний фільм
- 1985 — «Fifth Generation» (швед. Femte Generationen, рос. Пятое поколение) — серіал
- 1989 — «Long Way Home» (швед. Vägen Hem, рос. Долгая дорога домой)

## Фільмографія
- 1977—1978 — «The Flockton Flyer[en]» (англ. «The Flockton Flyer», укр. «Швидкісний Флоктон» — серіал для дітей «Southern Television» за сценарієм Пітера Вітбреда; в ролях: Ентоні Шарп, Джеффрі Рассел, Девід Ніл, Джон Молдер-Браун.
- 1987 — «The Ninth Company[sv]» (швед. Nionde Kompaniet, укр. Дев'ята компанія
- 1990 — «Blackjack[sv]» (швед. Blackjack, укр. Блек Джек)
- 1992 — «House of Angels[en]» (швед. Änglagård, укр. Будинок ангелів, премія Золотий жук)
- 1993 — «The Last Dance[en]» (швед. Sista Dansen, укр. Останній танець)
- 1994 — «House of Angels — The Second Summer[en]» (швед. Änglagård — Andra Sommaren, укр. Будинок ангелів - друге літо)
- 1996 — «Such Is Life[sv]» (швед. Sånt är Livet, укр. Таке життя)
- 1998 — «Under the Sun[en]» (швед. Under Solen, укр. Під сонцем)
- 2000 — «Gossip[en]» (швед. Gossip, укр. Плітка)
- 2001 — «Deadline[sv]» (швед. Sprängaren, укр. Крайній термін)
- 2003 — «Paradise[sv]» (швед. Paradiset, укр. Рай)
- 2004 — «The Queen of Sheba's Pearls[en]» (укр. Перли цариці Савської)
- 2006 — «Heartbreak Hotel[sv]» (укр. Готель «Розбите серце»)
- 2008 — «Angel[sv]» (укр. Ангел)